# Pan de Peace!
Pan de Peace! (パンでPeace! lit. ¡Paz a través del pan!?) es una serie de manga yonkoma creada por Emily. Es serializado en la revista Comic Cune de Media Factory. Una adaptación a anime por Asahi Production se emitió entre abril y junio de 2016.

## Sinopsis
La historia gira en torno a Minami, una chica despistada que está empezando la secundaria y constantemente come pan por la mañana. Los bien cocinados traen felicidad cada día a ella y sus compañeras de clases: la confiable Yū, la repostera Fuyumi y la independiente Noa.

## Personajes
Minami Tani (谷 みなみ Tani Minami)
Seiyū: Ibuki Kido
La protagonista principal de la historia. Su tipo favorito de pan son los sándwiches de huevo.
Yū Aizawa (逢沢 ゆう Aizawa Yuu)
Seiyū: Erii Yamazaki
Fuyumi Fukagawa (深川 ふゆみ Fukagawa Fuyumi)
Seiyū: Moe Toyota
Una compañera de clases y amiga de Minami. Su familia es propietaria de una panadería.
Noa Sakura (佐倉 のあ Sakura Noa)
Seiyū: Nichika Omori
Una compañera de clases y amiga de Minami. Su tipo favorito de pan son los baguettes, los cuales ella normalmente usa para defendese de contacto físico. Ella es confundida a menudo como una estudiante de grado, debido a su cuerpo pequeño y apariencia joven, a pesar de ser de la misma edad que sus amigas.
Ami Sakura (佐倉 あみ Sakura Ami)
Seiyū: Natsuko Hara
La hermana menor de Noa.
Mai Kawai (河合 まい Kawai Mai)
Seiyū: Madoka Asahina
Una chica que trabaja en la Panadería Francesa Guillame y se hace amiga de Noa.
Mana Kawai (河合 まな Kawai Mana)

## Medios de comunicación

### Manga
Pan de Peace! es una serie de manga yonkoma por Emily (estilizado como "emily"), un artista de manga quien principalmente dibuja cómics para adultos. Comenzó su serializacion en la edición de octubre de 2014 de Cómic Cune publicada el 27 de agosto de 2014; Inicialmente, Comic Cune era una "revista en una revista" ubicada en Monthly Comic Alive, luego se volvió independiente de Cómic Alive y se cambió a una revista formal el 27 de agosto de 2015. Pan de Peace! también está disponible en el sitio web ComicWalker de Kadokawa Corporation. 3 volúmenes tankōbon del manga han sido publicados desde el 27 de agosto de 2015.

### Anime
Un anime producido por Asahi Production se emitió desde el 3 de abril hasta el 26 de junio de 2016. El opening es "Seishun wa Tabemono desu" (青春は食べ物です, lit. "La Juventud es Comida") interpretado por Petit Milady.

#### Lista de episodios
| Núm. | Título                                                                              | Fecha de emisión    |
| ---- | ----------------------------------------------------------------------------------- | ------------------- |
| 1    | "Hice Amigos de Pan" "Pan-tomo ga Dekimashita" (パン友ができました)                 | 3 de abril de 2016  |
| 2    | "Esto es un Arma" "Kore wa Buki" (これは武器)                                       | 10 de abril de 2016 |
| 3    | "Fuwa Fuyu Bakery" "Fuwa Fuyu Bēkarī" (ふわふゆベーカリー)                          | 17 de abril de 2016 |
| 4    | "En Búsqueda del Pan de la Fábula" "Maboroshi no Pan o Motomete" (幻のパンを求めて) | 24 de abril de 2016 |
| 5    | "El Sueño de Yū-chan" "Yuu-chan no Yume" (ゆうちゃんの夢)                           | 1 de mayo de 2016   |
| 6    | "La Dieta de Fuyumi-chan" "Fuyumi-chan Daietto" (ふゆみちゃんダイエット)            | 8 de mayo de 2016   |
| 7    | "La Enferma Noa-chan" "Kazehiki! Noa-chan" (風邪ひき!のあちゃん)                    | 15 de mayo de 2016  |
| 8    | "La Nueva Panadería" "Atarashī Pan'ya-san" (新しいパン屋さん)                       | 22 de mayo de 2016  |
| 9    | "El Festival Cultural" "Bunkasai" (文化祭)                                          | 29 de mayo de 2016  |
| 10   | "Chica Intrigante" "Kininaru Hito" (気になる人)                                     | 5 de junio de 2016  |
| 11   | "Let's Swim" "Rettsu Suimingu" (レッツスイミング)                                   | 12 de junio de 2016 |
| 12   | "Pijamada en la Casa Vacacional" "Bessō de Otomarikai" (別荘でお泊まり会)           | 19 de junio de 2016 |
| 13   | "Pan de Peace!" "Pan de Pīsu!" (パンでPeace!)                                       | 26 de junio de 2016 |